# Ебергетцен
Ебергетцен (нім. Ebergötzen) — громада в Німеччині, розташована в землі Нижня Саксонія. Входить до складу району Геттінген. Складова частина об'єднання громад Радольфсгаузен.
Площа — 19,7 км2. Населення становить 1926 ос. (станом на 31 грудня 2021).

## Галерея

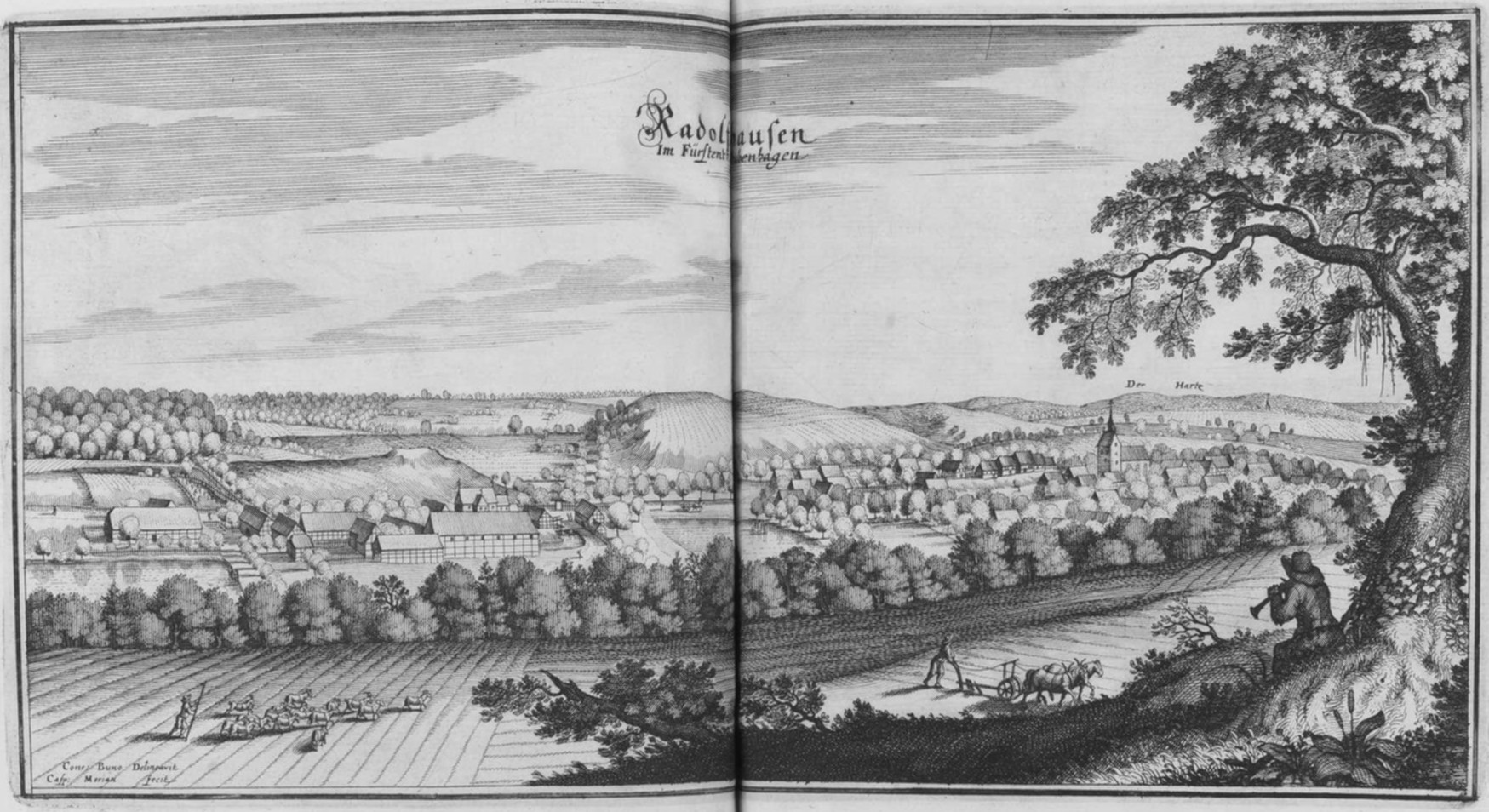
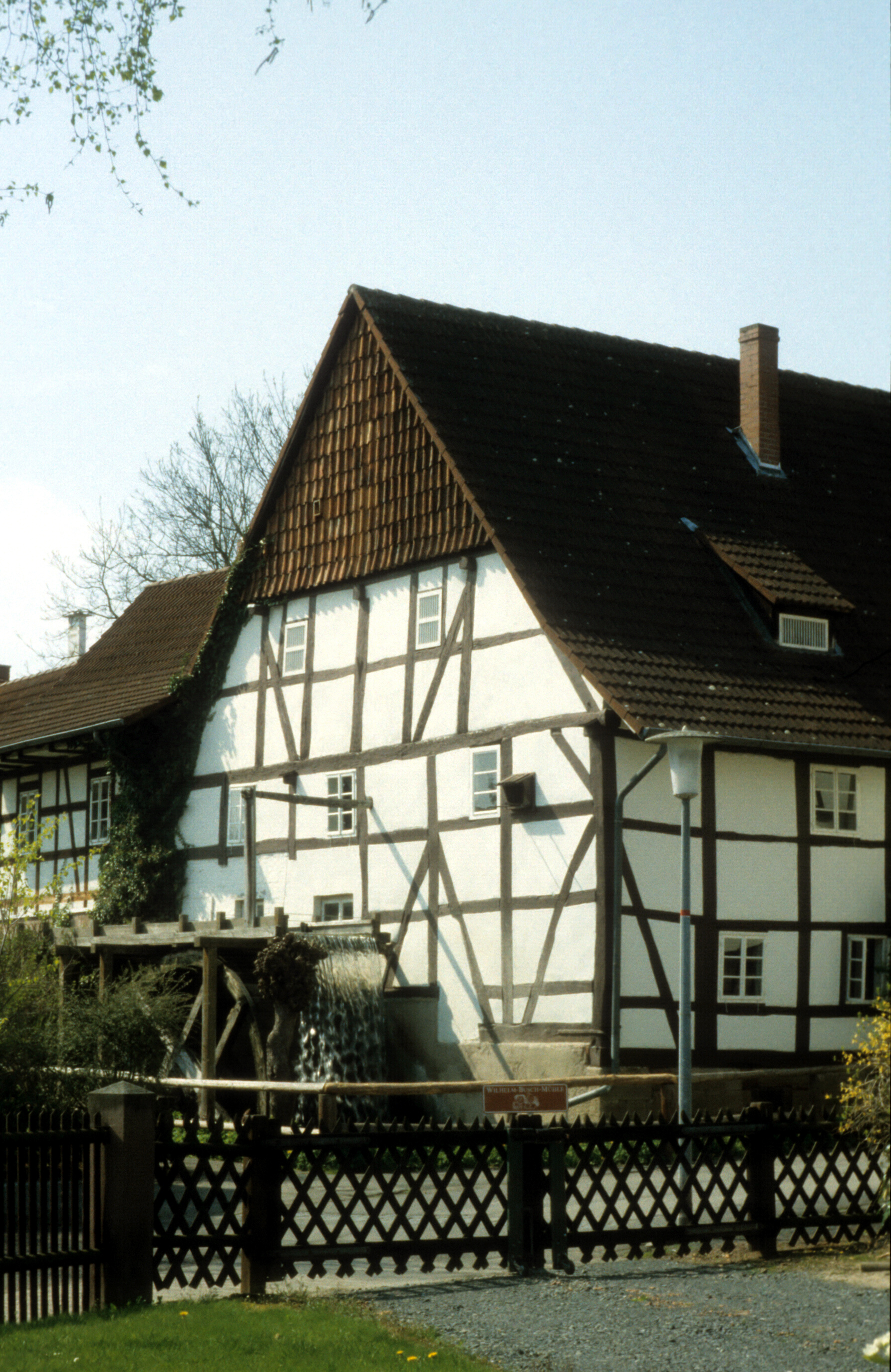